# 北原経太
北原 経太（きたはら けいだ、1910年10月31日 - 没年月日不詳）は、日本の医学者。専門は公衆衛生学。

## 来歴
熊本県に生まれる。熊本県立玉名中学校（1927年卒業）、旧制静岡高等学校を経て、九州帝国大学医学部を卒業した。九大卒業後、当時の旧制鹿児島県立医科大学の教授（公衆衛生学）となる。
1946年に九州帝国大学から医学博士号を取得した。その後、鹿児島大学医学部の教授となる。1974年に開催された日本人類遺伝学会の大会会長を務めた。多くの衛生学に関する論文を残し、1983年には日本人類遺伝学会の名誉会員となる。鹿児島大学を退官後は名誉教授となった。